# 濟夫努夫
濟夫努夫（波蘭語：Dziwnów）是波蘭西北部的城市。位於波羅的海沿岸，濟夫納河口處，約有4,000名居民。自1999年起，屬西波美拉尼亞省。在1975年至1998年期間，屬什切青省。

## 外部連結
- Official town website （页面存档备份，存于）
- Tourist town website （页面存档备份，存于）
- Map via mapa.szukacz.pl （页面存档备份，存于）